# Copa Verde 2021
In 2021 werd de achtste editie van de Copa Verde gespeeld. De competitie werd gespeeld van 13 oktober tot 11 december. Remo werd de winnaar en plaatste zich zo voor de derde ronde van de Copa do Brasil 2022.

## Deelnemers
De staten Amazonas en Rondônia kregen een extra plaats na de terugtrekking van de clubs uit Goiás Goiás, Atlético Goianiense, Aparecidense en Goianésia. 
| Bon                | Teams            | Geplaatst als                                   |
| ------------------ | ---------------- | ----------------------------------------------- |
| Acre               | Galvez           | Kampioen Campeonato Acreano 2020                |
| Acre               | Atlético Acreano | Vickekampioen Campeonato Acreano 2020           |
| Acre               | Rio Branco-AC    | Best geplaatst op CBF-ranking                   |
| Amapá              | Ypiranga         | Kampioen Campeonato Amapaense 2020              |
| Amazonas           | Penarol          | Kampioen Campeonato Amazonense 2020             |
| Amazonas           | Manaus           | Vicekampioen Campeonato Amazonense 2020         |
| Amazonas           | Fast Clube       | Best geplaatst op CBF-ranking                   |
| Federaal District  | Gama             | Kampioen Campeonato Brasiliense 2020            |
| Federaal District  | Brasiliense      | Vicekampioen Campeonato Brasiliense 2020        |
| Espírito Santo     | Rio Branco-VN    | Kampioen Campeonato Capixaba 2020               |
| Espírito Santo     | Rio Branco-ES    | Vicekampioen Campeonato Capixaba 2020           |
| Goiás              | Vila Nova        | Best geplaatst op CBF-ranking                   |
| Mato Grosso        | Nova Mutum       | Kampioen Campeonato Mato-Grossense 2020         |
| Mato Grosso        | Cuiabá           | Best geplaatst op CBF-ranking                   |
| Mato Grosso        | Sinop            | Best geplaatst op CBF-ranking                   |
| Mato Grosso do Sul | Águia Negra      | Kampioen Campeonato Sul-Mato-Grossense 2020     |
| Mato Grosso do Sul | Aquidauanense    | Vicekampioen Campeonato Sul-Mato-Grossense 2020 |
| Pará               | Paysandu         | Kampioen Campeonato Paraense 2020               |
| Pará               | Castanhal        | Derde plaats Campeonato Paraense 2020           |
| Pará               | Remo             | Best geplaatst op CBF-ranking                   |
| Rondônia           | Porto Velho      | Kampioen Campeonato Rondoniense 2020            |
| Rondônia           | Real Ariquemes   | Vicekampioen Campeonato Rondoniense 2020        |
| Roraima            | São Raimundo-RR  | Kampioen Campeonato Roraimense 2020 kampioen    |
| Tocantins          | Interporto       | Derde plaats Campeonato Tocantinense 2020       |

- Interporto nam deel als derde in de stand nadat Palmas en Tocantinópolis verzaakten om deel te nemen.
- Sinop nam de plaats van Luverdense in dat door financiële problemen verstek gaf.

## Voorronde
In geval van gelijkspel werden strafschoppen genomen, tussen haakjes weergegeven. 
| Team #1        | Tot.        | Team #2       |
| -------------- | ----------- | ------------- |
| Gama           | 0 - 1       | Aquidauanense |
| Interporto     | 0 - 1       | Rio Branco-VN |
| Brasiliense    | 0 - 0 (5-3) | Rio Branco-ES |
| Águia Negra    | 1 - 3       | Nova Mutum    |
| Real Ariquemes | 0 - 2       | Penarol       |
| Fast Clube     | 0 - 2       | Castanhal     |
| Sinop          | 0 - 1       | Porto Velho   |
| Galvez         | 1 - 1 (4-1) | Ypiranga      |

## Eerste fase
In geval van gelijkspel werden strafschoppen genomen, tussen haakjes weergegeven. 
| Team #1          | Tot.        | Team #2       |
| ---------------- | ----------- | ------------- |
| Atlético Acreano | 1 - 1 (4-5) | Aquidauanense |
| Vila Nova        | 3 - 0       | Rio Branco-VN |
| Cuiabá           | 0 - 0 (6-7) | Brasiliense   |
| Rio Branco-AC    | 1 - 4       | Nova Mutum    |
| Paysandu         | 6 - 0       | Penarol       |
| São Raimundo-RR  | 1 - 2       | Castanhal     |
| Manaus           | 2 - 0       | Porto Velho   |
| Remo             | 9 - 0       | Galvez        |

## Eindfase
|  | kwartfinale   | kwartfinale | kwartfinale | kwartfinale |       |           | halve finale | halve finale | halve finale | halve finale |  |           | finale | finale | finale | finale |  |  |
|  |               |             |             |             |       |           |              |              |              |              |  |           |        |        |        |        |  |  |
|  | Aquidauanense | 0           | 0           | 0           |       |           |              |              |              |              |  |           |        |        |        |        |  |  |
|  | Vila Nova     | 1           | 7           | 8           |       |           |              |              |              |              |  |           |        |        |        |        |  |  |
|  | Vila Nova     | 1           | 7           | 8           |       | Vila Nova | 3            | 1            | 4            |              |  |           |        |        |        |        |  |  |
|  |               |             |             |             |       | Vila Nova | 3            | 1            | 4            |              |  |           |        |        |        |        |  |  |
|  |               | Nova Mutum  | 0           | 1           | 1     |           |              |              |              |              |  |           |        |        |        |        |  |  |
|  | Brasiliense   | Nova Mutum  | 0           | 1           | 1     | 1         | 0            | 1 (2)        |              |              |  |           |        |        |        |        |  |  |
|  | Brasiliense   |             |             |             |       | 1         | 0            | 1 (2)        |              |              |  |           |        |        |        |        |  |  |
|  | Nova Mutum    | 0           | 1           | 1 (3)       |       |           |              |              |              |              |  |           |        |        |        |        |  |  |
|  | Nova Mutum    | 0           | 1           | 1 (3)       |       |           |              |              |              |              |  | Vila Nova | 0      | 0      | 0 (2)  |        |  |  |
|  |               |             |             |             |       |           |              |              |              |              |  | Vila Nova | 0      | 0      | 0 (2)  |        |  |  |
|  |               | Remo        | 0           | 0           | 0 (4) |           |              |              |              |              |  |           |        |        |        |        |  |  |
|  | Paysandu      | Remo        | 0           | 0           | 0 (4) | 1         | 3            | 4            |              |              |  |           |        |        |        |        |  |  |
|  | Paysandu      |             |             |             |       | 1         | 3            | 4            |              |              |  |           |        |        |        |        |  |  |
|  | Castanhal     | 1           | 1           | 2           |       |           |              |              |              |              |  |           |        |        |        |        |  |  |
|  | Castanhal     | 1           | 1           | 2           |       | Paysandu  | 2            | 0            | 2            |              |  |           |        |        |        |        |  |  |
|  |               |             |             |             |       | Paysandu  | 2            | 0            | 2            |              |  |           |        |        |        |        |  |  |
|  |               | Remo        | 2           | 2           | 4     |           |              |              |              |              |  |           |        |        |        |        |  |  |
|  | Manaus        | Remo        | 2           | 2           | 4     | 1         | 0            | 1            |              |              |  |           |        |        |        |        |  |  |
|  | Manaus        |             |             |             |       | 1         | 0            | 1            |              |              |  |           |        |        |        |        |  |  |
|  | Remo          | 1           | 3           | 4           |       |           |              |              |              |              |  |           |        |        |        |        |  |  |

2014 · 2015 · 2016 · 2017 · 2018 · 2019 · 2020 · 2021 · 2022 · 2023 · 2024